# 蘇占滿洲
苏占满洲（俄语：Маньчжурия под оккупацией СССР）是指1945年8月至1946年5月期间，处于苏联军队军事占领下的中国东北部地区，亦称满洲地区、关东地区。

## 历史

### 八月风暴行动
1945年2月11日，美、英、苏三国首脑罗斯福、邱吉尔和斯大林共同签署关于苏联对日作战的秘密协议《雅尔塔协议》（全称《苏美英三国关于日本的协议》）之后，苏联受《雅尔塔协议》驱使，在纳粹德国投降后，积极准备对日作战。1945年8月9日，苏联军队发起“远东战役”。当日零时10分，苏联以3个方面军约170余万大军5500辆坦克分四路越过中苏边境，向滿洲发动全线进攻，向日本关东军展开全面进攻。同时，苏联海军太平洋舰队也先后在朝鲜北部、千岛群岛登陆，协同陆军作战。8月15日，日本天皇广播《停战诏书》。17日，苏联元帅、远东军区司令员华西列夫斯基向日军发出通牒，要日军放下武器，全部投降。18日，关东军司令官山田乙三下令向苏军投降。20日，关东军开始向苏军缴械。至8月30日止，在中国东北和朝鲜北部的关东军全部解除武装，苏军对日作战结束，近代東北第三次被佔領。苏军对日作战中，日军损失约67.7万人，其中8.3万人被击毙，苏军伤亡3.2万人。1945年9月，八路军挺进东北，积极配合苏军作战。

### 占领与接收
苏军在中国东北期间，存在严重的纪律问题。到了戰後佔領期，國軍與紅軍管制下遭遇則大不相同，俄军士兵对战败的日本人进行抢掠施暴，屠杀日本战俘和日本侨民，许多来不及撤回日本的侨民被苏军屠杀。在新京（今長春市）二道河橋上望去就有不少屍體，以至於溪水一兩日都是紅色的，被當地人打死的、因治安事件死亡的朝鮮人亦所在多有，或是知道俄國人軍紀敗壞下手凶狠，透過通報紅軍導致平民百家被逮補、搶奪等等，另外而活抓的日本人，蘇聯把他們視同與軍人戰俘一起被抓去充做苦力，則先稱送回日本，卻將50多萬人騙上卡車裝運到古拉格營地，高強度的勞改導致一些开拓移民在西伯利亞成批量死去。《战后强制扣留史》調查死於西伯利亞的奴役有數萬到近10萬之多，至今仍有一萬具遺骨尚未能妥善處置。對於當地華人，苏军士兵在光天化日之下洗劫來往中国行人，而蘇聯軍隊任意進入私人建物，以刀槍威嚇強奪物品或是姦殺妇幼。东北民主联军松江军区司令员卢冬生也因制止苏联红军抢劫而遭枪击致死。另一方面，蘇方不顧外交禮節，在中國還投放自己的主權象徵物，要求東北各家店鋪掛出蘇聯領導人肖像，並強制在廣場推行蘇軍才是主力的宣傳材料，因此來控管佔領區治理安定的八路軍甚至與紅軍出現了交火衝突。苏联在当地搬運工廠機具造成經濟危機、抢劫和强奸的欺凌行为引起了当地人的恐慌，造成了恶劣的影响，當時東北人抱怨“走了個小鼻子，來了個大鼻子”。在此期间苏军的行为甚至影响了后来中华人民共和国与苏联的关系。

### 苏军大部撤离
1945年8月14日，即日本宣布投降的前一天，中華民國外交部长王世在莫斯科和苏联签订了《中苏友好同盟条约》，条约规定战后东北的主权移交给中華民國，苏军在日本投降后3个星期内开始撤退，3个月撤完。后来到了撤兵期限时，苏军曾两度延缓撤兵。
1946年2月，以“张莘夫事件”为导火线，中国国内掀起了一场大规模的反苏运动。在中国爆发大规模反苏示威游行的情形下，斯大林在分析形势之后顺势突然下令苏军自东北撤退。1946年3月10日夜间，苏军秘密撤出沈阳市，随后驻扎在中国东北各地的苏军开始陆续撤离，直至1946年5月3日，除今大连南部旅顺口地区的苏军外，苏军全部撤出中国东北。

### 繼續持有的利益
不過1946年後，蘇方並不是真的完璧歸趙，例如大连市南部的旅顺口，要一直談判到1955年，才得以被新成立的中华人民共和国政府接收。日后在外交斡旋下，中华人民共和国方面先将苏军占领下無法實際控制的大连称为特殊解放区。